# Vienna Open 2015 - Qualificazioni singolare
Le qualificazioni del singolare al Vienna Open 2015 sono state un torneo di tennis preliminare per accedere alla fase finale della manifestazione. I vincitori dell'ultimo turno sono entrati di diritto nel tabellone principale. In caso di ritiro di uno o più giocatori aventi diritto a questi sono subentrati i lucky loser, ossia i giocatori che hanno perso nell'ultimo turno ma che avevano una classifica più alta rispetto agli altri partecipanti che avevano comunque perso nel turno finale.

## Teste di serie
1. Ruben Bemelmans (ultimo turno)
2. Nikoloz Basilašvili (ultimo turno)
3. Jan-Lennard Struff (qualificato)
4. Michael Berrer (ultimo turno)

1. Kenny de Schepper (qualificato)
2. Yūichi Sugita (qualificato)
3. Mirza Bašić (primo turno)
4. Riccardo Bellotti (primo turno)

## Qualificati
1. Kenny de Schepper
2. Yūichi Sugita

1. Jan-Lennard Struff
2. Lucas Miedler

## Tabellone

### Legenda
| - Q = Qualificato - WC = Wild card - LL = Lucky loser | - ALT = Alternate - SE = Special Exempt - PR = Protected Ranking | - w/o = Walkover - r = Ritirato - d = Squalificato |

### Sezione 1
|  | Primo turno | Primo turno       | Primo turno       | Primo turno | Primo turno |  |  | Ultimo turno | Ultimo turno      | Ultimo turno      | Ultimo turno | Ultimo turno |  |
|  |             |                   |                   |             |             |  |  |              |                   |                   |              |              |  |
|  |             |                   |                   |             |             |  |  |              |                   |                   |              |              |  |
|  |             |                   |                   |             |             |  |  | 1            | Ruben Bemelmans   | Ruben Bemelmans   | 3            | 2            |  |
|  |             | Marco Chiudinelli | Marco Chiudinelli | 3           | 3           |  |  | 5            | Kenny de Schepper | Kenny de Schepper | 6            | 6            |  |
|  | 5           | Kenny de Schepper | Kenny de Schepper | 6           | 6           |  |  |              |                   |                   |              |              |  |

### Sezione 2
|  | Primo turno | Primo turno   | Primo turno   | Primo turno | Primo turno |  |  | Ultimo turno | Ultimo turno        | Ultimo turno        | Ultimo turno | Ultimo turno |  |
|  |             |               |               |             |             |  |  |              |                     |                     |              |              |  |
|  |             |               |               |             |             |  |  |              |                     |                     |              |              |  |
|  |             |               |               |             |             |  |  | 2            | Nikoloz Basilašvili | Nikoloz Basilašvili | 3            | 5            |  |
|  |             | Jaume Munar   | Jaume Munar   | 1           | 2           |  |  | 6            | Yūichi Sugita       | Yūichi Sugita       | 6            | 7            |  |
|  | 6           | Yūichi Sugita | Yūichi Sugita | 6           | 6           |  |  |              |                     |                     |              |              |  |

### Sezione 3
|  | Primo turno | Primo turno        | Primo turno        | Primo turno | Primo turno |  |  | Ultimo turno | Ultimo turno       | Ultimo turno       | Ultimo turno | Ultimo turno |  |
|  |             |                    |                    |             |             |  |  |              |                    |                    |              |              |  |
|  | 3           | Jan-Lennard Struff | Jan-Lennard Struff | 5           |             |  |  |              |                    |                    |              |              |  |
|  |             | Miljan Zekić       | Miljan Zekić       | 1           | r           |  |  | 3            | Jan-Lennard Struff | Jan-Lennard Struff | 6            | 7            |  |
|  |             | Jan Šátral         | Jan Šátral         | 7           | 7           |  |  |              | Jan Šátral         | Jan Šátral         | 3            | 69           |  |
|  | 7           | Mirza Bašić        | Mirza Bašić        | 63          | 64          |  |  |              |                    |                    |              |              |  |

### Sezione 4
|  | Primo turno | Primo turno       | Primo turno    | Primo turno | Primo turno |  |  | Ultimo turno | Ultimo turno   | Ultimo turno   | Ultimo turno | Ultimo turno |  |
|  |             |                   |                |             |             |  |  |              |                |                |              |              |  |
|  | 4           | Michael Berrer    | Michael Berrer | 6           | 6           |  |  |              |                |                |              |              |  |
|  | WC          | Lenny Hampel      | Lenny Hampel   | 4           | 4           |  |  | 4            | Michael Berrer | Michael Berrer | 4            | 4            |  |
|  | WC          | Lucas Miedler     | 3              | 6           | 6           |  |  | WC           | Lucas Miedler  | Lucas Miedler  | 6            | 6            |  |
|  | 8           | Riccardo Bellotti | 6              | 4           | 4           |  |  |              |                |                |              |              |  |